# War and Peace, Vol. 2 (The Peace Disc)
War and Peace, Vol. 2 (The Peace Disc) je v pořadí šesté album amerického rapera Ice Cubea, které vyšlo v roce 2000. Deska se umístila na 3. místě žebříčku The Billboard 200 a získala zlaté ocenění RIAA.

## Seznam skladeb
| #  | Název                              | Host(é)                         | Trvání |
| -- | ---------------------------------- | ------------------------------- | ------ |
| 1  | "Hello"                            | Dr. Dre, MC Ren                 | 3:52   |
| 2  | "Pimp Homeo"                       | -                               | 0:39   |
| 3  | "You Ain't Gotta Lie (Ta Kick It)" | Chris Rock                      | 4:06   |
| 4  | "The Gutter Shit"                  | Jayo Felony, Gangsta, Squeak Ru | 4:30   |
| 5  | "Supreme Hustle"                   | -                               | 4:22   |
| 6  | "Mental Warfare"                   | -                               | 1:02   |
| 7  | "24 Mo' Hours"                     | -                               | 3:28   |
| 8  | "Until We Rich"                    | Krayzie Bone                    | 4:15   |
| 9  | "You Can Do It"                    | Mack 10, Ms. Toi                | 4:19   |
| 10 | "Mackin' & Driving"                | -                               | 0:28   |
| 11 | "Gotta Be Insanity"                | -                               | 4:00   |
| 12 | "Roll All Day"                     | -                               | 3:16   |
| 13 | "Can You Bounce?"                  | -                               | 3:54   |
| 14 | "Dinner With The CEO"              | -                               | 0:50   |
| 15 | "Record Company Pimpin'"           | -                               | 4:46   |
| 16 | "Waitin' Ta Hate"                  | -                               | 3:38   |
| 17 | "Nigga Of The Century"             | -                               | 4:15   |

## Singly
- "Hello"
- "You Can Do It"
- "Until We Rich"